# John Hancock (ator)
John Hancock (Hazen (Arkansas), 4 de março de 1941 – Los Angeles, 12 de outubro de 1992) foi um ator de cinema e televisão estadunidense.

## Biografia
Nascido no Arkansas, Hancock é mais lembrado nos EUA por seu papel como "Scotty" na minissérie da ABC, Roots: The Next Generations.
Seu porte grande e gordo e a voz grave lhe renderam papéis de figuras com autoridade, e muitas vezes interpretou pastores, juízes ou militares de alta-patente.
Hancock fez pequenas aparições em muitos programas de televisão em sua carreira, como: Knots Landing, Family Ties, Diff'rent Strokes, Cop Rock, The Dukes of Hazzard, Star Trek: The Next Generation, Amen, Midnight Caller, Pacific Station, and L.A. Law.
Ele trabalhava com Susan Dey na comédia da CBS sitcom Love & War como o bartender "Ike Johnson" em 1992, quando morreu de ataque cardíaco em sua casa, em Los Angeles.
Foi sepultado no Forest Lawn, Hollywood Hills Cemetery, em Los Angeles, California.